# Gaspard de Coligny
Gaspard de Coligny (16. února 1519 Châtillon-sur-Loing – 24. srpna 1572 Paříž), hrabě z Coligny, baron z Beaupont a Beauvoir, Montjuif, Roissiat, Chevignat a dalších míst, pán z Châtillon, admirál Francie (někdy pro rozlišení psaný jako Gaspard II. de Coligny) byl protestantský vůdce během francouzských náboženských válek.

## Život
Jeho otcem byl Gaspard I. de Coligny, maršál Francie, matkou Luisa de Montmorency. Ke královskému dvoru se dostal, když se jeho matka stala v roce 1530 dvorní dámou královny. 
Svou vojenskou kariéru zahájil za krále Františka I. Od roku 1543 bojoval v Itálii a ve Flandrech proti Karlu V. , poté se zúčastnil námořní ofenzívy proti Angličanům. Vyznačoval se odvahou a v bitvách byl několikrát zraněn. Proti Španělům bojoval i za Jindřicha II. Roku 1551 byl jmenován guvernérem Paříže a Île-de-France, v následujícím roce získal hodnost admirála a stal se guvernérem Pikardie. V roce 1555 byl králem pověřen zorganizováním výpravy do Brazílie, kterou vedl jeho přítel a kolega Nicolas Durand de Villegagnon. Byla zde založena francouzská kolonie známá jako Antarktická Francie (France antarctique) a na admirálovu počest byla jeho jménem nazvána pevnost na ostrově v zátoce u Rio de Janeira. V roce 1560 však odtud Portugalci Francouze vytlačili. Později (roku 1562) Coligny podporoval založení francouzské osady Fort Caroline na Floridě. Po smrti Jindřicha II. si udržel své funkce a zůstal jako admirál zodpovědný za organizaci pomocné flotily pro Skotsko .
U dvora působil na Kateřinu Medicejskou, aby vedla smířlivou politiku vůči protestantům. Od roku 1558 si dopisoval s Janem Kalvínem a sám přestoupil na protestantskou víru. V roce 1562 vypukly války mezi katolickou a protestantskou stranou a Coligny se stal jednou z vůdčích hugenotských osobností, po zavraždění Ludvíka de Condé roku 1569 pak hlavním velitelem hugenotských vojsk. Náboženské války trvaly s přestávkami až do roku 1570, kdy ofenzíva hugenotů donutila katolickou stranu k jednání a saint-germainským ediktem byl uzavřen mír. Coligny se vrátil do Paříže a stal se členem královské rady. Katolíci u dvora ho však nenáviděli a jeho vliv na krále zůstal omezený. Jeho návrh vojensky zasáhnout ve Flandrech na podporu nizozemských vzbouřenců proti Španělsku byl několikrát zamítnut.

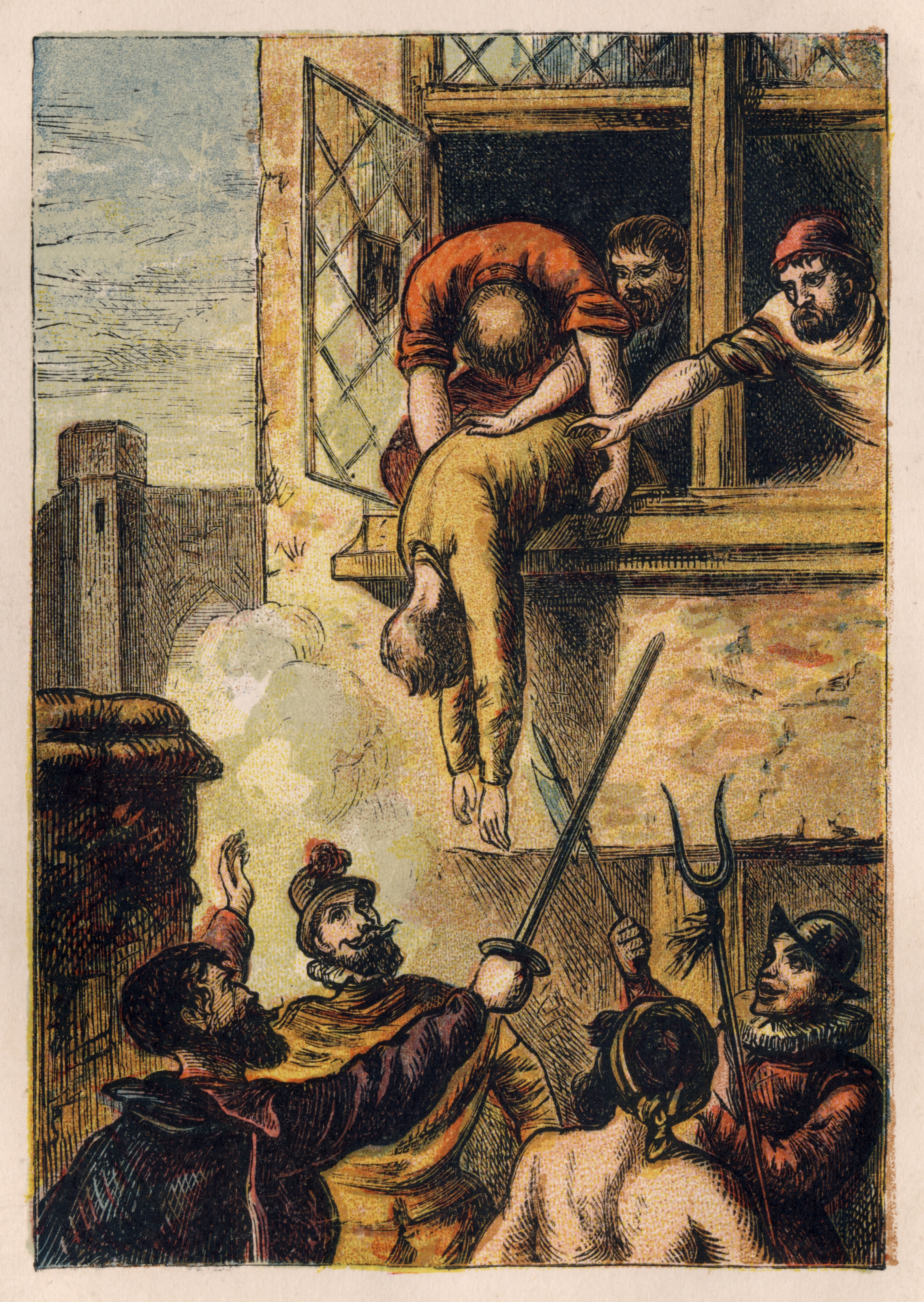
Zavraždění admirála Colignyho

Dne 22. srpna 1572, několik dnů po sňatku Markéty, sestry krále Karla IX., s protestantským navarrským králem Jindřichem (pozdějším Jindřichem IV.), který v zájmu usmíření vyjednal královský dvůr, byl na Colignyho na ulici v Paříži spáchán atentát. Byl však pouze postřelen a utrpěl poranění ruky, ale ve městě to vyvolalo velký rozruch. Kdo najatého vraha Maureverta poslal, nebylo zjištěno. Král sám navštívil zraněného a slíbil mu spravedlnost, nicméně na tajné radě bylo rozhodnuto o likvidaci hugenotských vůdců. Tím byla zahájena tzv. bartolomějská noc.
Coligny se stal jednou z prvních obětí, ještě před svítáním dne 24. srpna 1572. Skupinu, která ho měla zavraždit, vedl vévoda Jindřich de Guise, který Colignyho dávno nenáviděl: podezíral ho, že stál v pozadí vraždy jeho otce Františka, kterého v roce 1563 zavraždil hugenotský šlechtic. Coligny byl přepaden v posteli ve svém domě, proboden jistým Charlesem Danowitzem, zvaným podle jeho původu Besme (= Čech), a vyhozen z okna. Vévoda si údajně ještě do mrtvoly kopl. Admirálovi byla useknuta hlava, tělo bylo vláčeno ulicemi a pověšeno na šibenici.
Při bartolomějské noci zahynul také Colignyho zeť Charles de Téligny. Colignyho dceři Louise se podařilo uprchnout a později se stala manželkou Viléma I. Oranžského.

## Připomínky

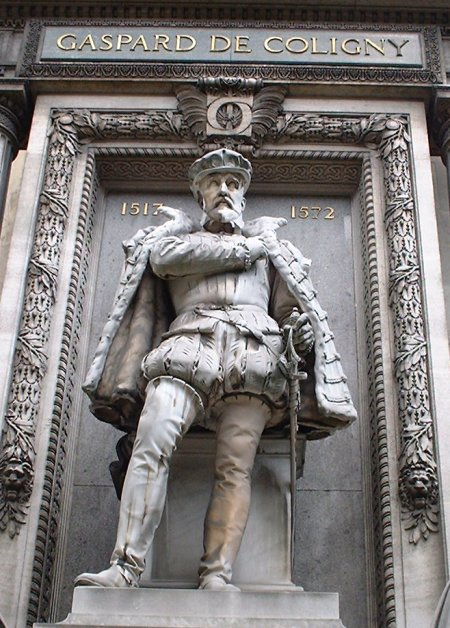
Socha Gasparda de Coligny - Oratoire de Louvre

Socha admirála Colignyho byla postavena v roce 1889, u příležitosti světové výstavy, u protestantského kostela Oratoire du Louvre v ulici Rivoli v Paříži.
Jméno Gasparda de Coligny nesou:
- Forte Coligny (Rio de Janeiro)
- město Coligny v Jižní Africe
- město Châtillon-Coligny ve Francii
- Coligny Plaza, Hilton Head Island